# Coulonges (Charente-Maritime)
Coulonges – miejscowość i gmina we Francji, w regionie Nowa Akwitania, w departamencie Charente-Maritime.
Według danych z 1990 r. gminę zamieszkiwały 193 osoby, a gęstość zaludnienia wynosiła 21 osób/km² (wśród 1467 gmin regionu Poitou-Charentes Coulonges plasuje się na 804. miejscu pod względem liczby ludności, natomiast pod względem powierzchni na miejscu 874.).